# العلاقات المارشالية الجيبوتية
العلاقات المارشالية الجيبوتية هي العلاقات الثنائية التي تجمع بين جزر مارشال وجيبوتي.

## مقارنة بين البلدين
هذه مقارنة عامة ومرجعية للدولتين:
| وجه المقارنة                                              | جزر مارشال                     | جيبوتي                    |
| --------------------------------------------------------- | ------------------------------ | ------------------------- |
| المساحة (كم2)                                             | 181                            | 23.20 ألف                 |
| عدد السكان (نسمة)                                         | 53.13 ألف                      | 956.99 ألف                |
| الكثافة السكانية (ن./كم²)                                 | 29.35 ألف                      | 41.25                     |
| العاصمة                                                   | ماجورو                         | جيبوتي                    |
| اللغة الرسمية                                             | لغة إنجليزية، اللغة المارشالية | لغة فرنسية، اللغة العربية |
| العملة                                                    | دولار أمريكي                   | فرنك جيبوتي               |
| الناتج المحلي الإجمالي (بليون دولار)                      | 199.40 مليون                   | 1.84 مليار                |
| الناتج المحلي الإجمالي (تعادل القوة الشرائية) بليون دولار | 207.25 مليون                   | 3.10 مليار                |
| الناتج المحلي الإجمالي الاسمي للفرد دولار أمريكي          | 3.38 ألف                       | 1.95 ألف                  |
| الناتج المحلي الإجمالي للفرد دولار أمريكي                 | 3.80 ألف                       | 3.27 ألف                  |
| مؤشر التنمية البشرية                                      |                                | 0.470                     |
| رمز المكالمات الدولي                                      | +692                           | +253                      |
| رمز الإنترنت                                              | .mh                            | .dj                       |
| المنطقة الزمنية                                           | ت ع م+12:00                    | ت ع م+03:00               |

## منظمات دولية مشتركة
يشترك البلدان في عضوية مجموعة من المنظمات الدولية، منها:
| علم المنظمة | اسم المنظمة                                 | تاريخ انضمام جزر مارشال | تاريخ انضمام جيبوتي |
| ----------- | ------------------------------------------- | ----------------------- | ------------------- |
|             | البنك الدولي للإنشاء والتعمير               | 21 مايو 1992            | 1 أكتوبر 1980       |
|             | يونسكو                                      | 30 يونيو 1995           | 31 أغسطس 1989       |
|             | الاتحاد الدولي للاتصالات                    | 22 فبراير 1996          | 22 نوفمبر 1977      |
|             | مؤسسة التمويل الدولية                       | 23 سبتمبر 1992          | 1 أكتوبر 1980       |
|             | منظمة الشرطة الجنائية الدولية               | ?                       | ?                   |
|             | مؤسسة التنمية الدولية                       | 19 يناير 1993           | 1 أكتوبر 1980       |
|             | الأمم المتحدة                               | 17 سبتمبر 1991          | 20 سبتمبر 1977      |
|             | مجموعة دول أفريقيا والكاريبي والمحيط الهادئ | ?                       | ?                   |
|             | منظمة حظر الأسلحة الكيميائية                | ?                       | ?                   |